# Мистър Флопи
„Мистър Флопи“ (на английски: Mr Floppy) е австралийска ой!, пънк и алтернативна рок група от Мелбърн, Австралия.
Създадена е през 1989 година с 4 членове: Пол Джонсън на соло вокали и бас китара, Тим Ейлуърд на ритъм китара и беквокали, Мик Каръл на соло китара и Джоусъф Кенеди на барабани. Групата са разпада през 1994 година. Има издадени 3 албума. Сред най-известните ѝ песни е кавър версията на песента Wuthering Heights от Кейт Буш.

## Дискография
- 100 000 Morrisseys, сингъл (1990)
- Breakfast (1991)
- Gratuitous (1992)
- The Unbearable Lightness of Being a Dickhead (1993)

## Членове
- Пол Джонсън – вокал, бас китара
- Тим Ейлуърд – ритъм китара, беквокали
- Мик Каръл – соло китара (1989 – 1990)
- Бърнард Блейк – соло китара (1990 – 1992)
- Джоусъф Кенеди – барабани (1989)